# 인형공주 리카의 등장인물 목록
다음은 인형공주 리카의 등장인물 목록이다.

## 등장인물 목록
돌 리카/인형기사 리카
성우 - 사쿠라이 토모/서혜정
"지혜를 담당하는 인형. 이미지 컬러는 레드. "라이트 스피너"라는 마법 요요를 사용하는 인형 나라의 기사. 최후반부에 돌 랜드의 신 아루의 힘을 통해 이즈미와 이사무의 힘을 받아 하이퍼 돌 리카로 파워업하기도 한다. 주문은 "투르르 쿠르르 트레이로 크레이라"(トゥルール・クルール・トゥレイロ・クレイラ)
돌 이즈미/인형기사 슈슈
성우 - 네야 미치코/송덕희
"생명을 담당하는 인형. 이미지 컬러는 그린. "라이트 서클"이라는 무기를 사용하는 2번째 인형 기사. 주문은  "후루루 후로라 그리네 그라이네"(フルール・フローラ・グリーネ・グライネ). 평소에는 인형 상태이지만 콜링초커에 주문을 외우면 깨어난다.
돌 이사무/인형기사 레온
성우 - 이토우 켄타로우/김우정
"용기를 담당하는 인형. 이미지 컬러는 블루. "라이트 썬더"라는 거대한 검을 휘두르며 에너지 물체를 발사하고 적을 물리칠수 있는 3번째 인형 기사. 인형 기사들 중 청일점이다.
주문은 "페레조 페레제 브루레 브라이네"(ペレーゾ・ペレーゼ・ブルーネ・ブライネ).
카야마 리카
성우 - 코우노 유카/이현선
성 테레지아 학원 4학년에 재학중인 소녀. 사실은 인형나라의 공주이기도 하다.
카야마 나나에
성우 - 코미야 카즈에/성선녀
리카의 할머니로 펜던트로 인형 기사 리카를 부리는 능력이 있다.